# 约翰·哈夫斯泰因
约翰·哈夫斯泰因（1915年9月19日—1980年5月15日），是冰岛总理（1970年－1971年）。
1946年当选为阿尔庭雷克雅未克议员，连任到1978年。1959－1961年和1962－1963年两次当选阿尔庭的议长。
1952年到1963年任渔业银行首席执行官（CEO），在1961年和1963年－1970年担任司法、宗教和工业事务部长，参加了1953年、1959年和1974年的联合国大会。